# Willem VII van Auvergne
Willem VII van Auvergne, bijgenaamd de Jonge of de Grote, (circa 1130 - 1169) was van 1147 tot 1155 graaf en van 1155 tot aan zijn dood dauphin van Auvergne. Hij behoorde tot het huis Auvergne.

## Levensloop
Willem VII was de zoon van graaf Robert III van Auvergne en diens onbekend gebleven echtgenote.
In 1147 vertrok hij samen met zijn vader Robert III naar het Heilige Land om deel te nemen aan de Tweede Kruistocht. Zijn oom Willem VIII kreeg het beheer van Auvergne toegewezen. Nadat zijn vader in 1147 tijdens de Tweede Kruistocht overleed, trok zijn oom de macht in Auvergne volledig naar zich toe, zonder de terugkeer van Willem VII af te wachten. Na Willems terugkomst in Frankrijk kwam het dan ook tot een conflict met zijn oom. Dit conflict leidde in 1155 tot de verdeling van Auvergne. Hierbij kreeg zijn oom Willem VIII het grootste deel van het graafschap toegewezen, terwijl Willem VII zich tevreden moest stellen met Rochefort-Montagne, Pontgibaud, Herment, Saint-Germain-Lembron, Champeix en Vodable. Ook Velay en het graafschap Puy bleven in zijn bezit.
Door het verdelingsverdrag verloor Willem VII ook de titel van graaf van Auvergne. Hij en zijn nakomelingen stonden vanaf dan bekend als dauphin van Auvergne. Willem weigerde de titel van graaf echter af te staan en bleef zich graaf van Auvergne noemen. Hierdoor waren er tot aan zijn dood de facto twee graven van Auvergne.
Ook later kwam het nog tot conflicten tussen Willem VII en zijn oom, bijvoorbeeld om de kerk van Saint-Julien de Brioude. In 1164 diende de deken van deze kerk bij koning Lodewijk VII van Frankrijk een klacht in tegen beide graven, waarna Lodewijk VII hen liet arresteren en gevangenzetten. Koning Hendrik II van Engeland, als hertog van Aquitanië de feitelijke suzerein van Willem VII en zijn oom, tekende hiertegen protest aan, waardoor Lodewijk VII beiden moest vrijlaten. Voor dit gebeurde moesten ze echter zweren dat ze de kerken niet meer ongerust zouden maken. In 1167 kwam het opnieuw tot een conflict tussen Willem VII en zijn oom. Hendrik II van Engeland bood zich aan als bemiddelaar, maar zijn oom Willem VIII weigerde dit en huldigde vervolgens de Franse koning Lodewijk VII als leenheer van zijn gebieden.
Willem VII van Auvergne overleed in 1169.

## Huwelijk en nakomelingen
Rond 1150 huwde Willem VII met Marquise (overleden in 1196), dochter van graaf Guigo IV van Albon. Ze kregen een zoon:
- Robert I (1155-1234), dauphin van Auvergne